# Rathbone
Rathbone es un pueblo ubicado en el condado de Steuben en el estado estadounidense de Nueva York. En el año 2000 tenía una población de 1,080 habitantes y una densidad poblacional de 11.5 personas por km².

## Geografía
Rathbone se encuentra ubicado en las coordenadas 42°8′23″N 77°19′16″O / 42.13972, -77.32111.

## Demografía
Según la Oficina del Censo en 2000 los ingresos medios por hogar en la localidad eran de $0, y los ingresos medios por familia eran $0. Los hombres tenían unos ingresos medios de $25,875 frente a los $21,875 para las mujeres. La renta per cápita para la localidad era de $13,102. Alrededor del 20.2% de la población estaban por debajo del umbral de pobreza.